# José Fola Igúrbide
José Fola Igúrbide   (Castelló de la Plana - Madrid, 1918), fou un inventor, guitarrista, filòsof, matemàtic i dramaturg valencià. Els seus assajos i obres literàries estan influïts per la maçoneria i l'anarquisme utòpic de finals del segle xix. Es considera precursor de la literatura social a l'Estat espanyol gràcies a la seua obra teatral, abundant i amb força repercussió a la seua època.
De Fola Igúrbide se'n tenen poques dades personals i, en alguns casos, dubtoses. Pareix segur que va nàixer a Castelló de la Plana, per bé que no es coneix la data, i va morir a Madrid el 1928. La majoria de les fonts assenyalen que faltà el 7 de maig de 1918, però Los caballeros de la libertad, que no és cap obra pòstuma, s'estrenà el 1922.
Publicà estudis i assajos filosòfics i també científics, destacant en el camp de la geometria. Precisament, un escrit seu sobre aquest tema provocà una polèmica científica a la premsa diària de Barcelona l'any 1897. L'escrit de Fola tractava sobre la geometria plana, i defenia un valor més alt per al nombre π (3,14213562). Aquesta polèmica enfrontà el mateix Fola i Eduard Llanas i Jubero amb tres catedràtics de la universitat de Barcelona: Josep Domènech i Estapà, Laur Clariana i Ricart i Miquel Marzal i Bertomeu.
Però l'abast de les seues obres dramàtiques fou molt més gran. Va estrenar melodrames, llibrets de sarsueles, drames històrics i de tesi, per bé que la majoria de les seues obres, i les de més èxit, tractaren el tema de la transformació del món a partir de l'ideal cristià de la fraternitat i la solidaritat, que el mateix autor qualificava d'«obres educatives» i que obtingueren una fama extraordinària entre els treballadors de Barcelona a finals del segle xix i començaments del xx, especialment entre els grups anarquistes.
Va ser un autor prolífic, amb més de quaranta obres impreses i estrenades a teatres de tot l'Estat espanyol, com ara el Teatre Apolo de Barcelona, el Teatro Campos Elíseos Antzokia de Bilbao o el Teatro Circo de Saragossa. La majoria de les seues obres foren publicades per la Casa Editorial Maucci, de Barcelona.
El seu major èxit, El Cristo Moderno, fou estrenada al Teatre Princesa de València el 1904. En ella s'evidencia la influència del misticisme revolucionari de Tolstoi i la defensa del cristianisme social.
Els autors francesos de novel·la social suposaren una altra font d'inspiració important per als seus escrits, especialment la figura d'Émile Zola, a qui arribà a dedicar una obra sencera, Emilio Zola o El poder del genio (1903), que tracta de l'afer Dreyfus.

## Obres (selecció)

### Matemàtiques
- La nueva ciencia geométrica: controversia científica sobre la resolución dada a la cuadratura del círculo (1897).
- Evolución universal de la ciencia (1901).
- Lógica del infinito. Naturaleza armónica del espacio (1902).
- Evolución gradual del círculo (1905).

### Filosofia
- Revelaciones científicas que comprenden a todos los conocimientos humanos (1900).
- Leyes del Universo (La Biblia de los filósofos) (1903).
- Origen del mal (1912).[11]

### Teatre
- Teresa o la fuerza de los celos (1886).
- El mundo que nace (1895).
- El Cristo Moderno (1904).
- La máquina humana (1909).
- El Sol de la Humanidad (1910).
- La libertad caída (1911).
- Los dioses de la mentira (1911).
- La sociedad Ideal (1911).
- Cristo contra Mahoma (1912).
- La ola Gigante (1912).
- Giordano Bruno (1912).
- El pan de piedra (el carbón) (1913).
- La muerte del tirano (1913).
- El cacique o la justicia del pueblo (1914).